# Monotone (logiciel)
Pour les articles homonymes, voir Monotone.
Monotone (abrégé mtn) est un logiciel de gestion de versions décentralisé. C'est un  logiciel libre distribué selon les termes de la licence GNU GPL.